# Paratheocris viridis
Paratheocris viridis là một loài bọ cánh cứng trong họ Cerambycidae.